# علم الأحياء السكاني

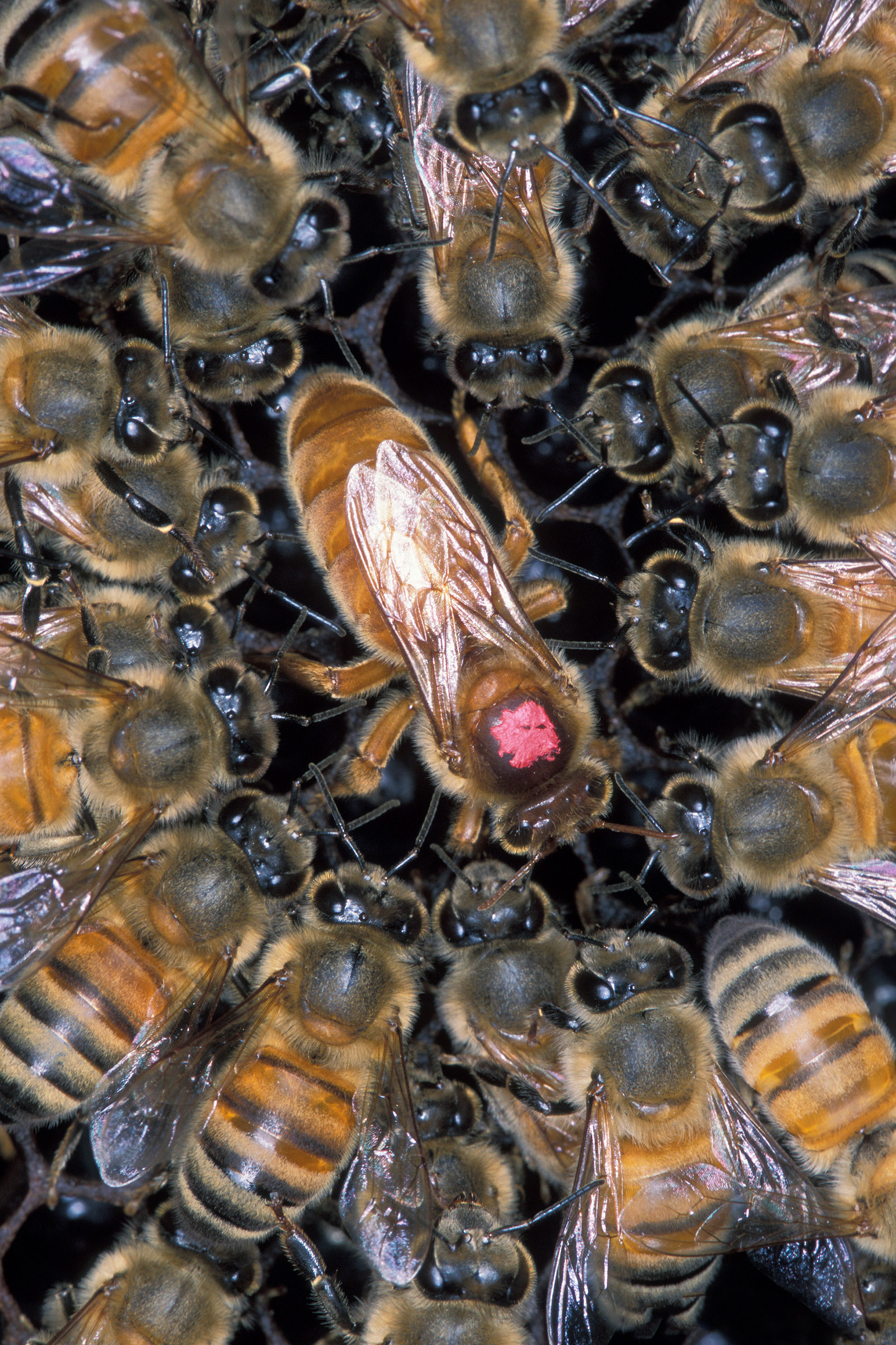

علم الأحياء السكاني أو بيولوجيا السكان (بالإنجليزية: Population biology)‏، هي مجال متعدد التخصصات يجمع بين مجالات علم البيئة وعلم الأحياء التطوري. يعتمد علم الأحياء السكاني على أدوات من الرياضيات والإحصاء وعلم الجينوم وعلم الوراثة والنظاميات. يدرس علماء الأحياء السكاني تغيرات التطور داخل مجموعات من نفس الأنواع (علم الوراثة السكانية)، والتفاعلات بين مجموعات الأنواع المختلفة (علم البيئة).

## روابط خارجية
- بيولوجيا السكان: المفاهيم والنماذج
- دراسات في علم الأحياء السكاني
- مركز بيولوجيا السكان
- التمهيدي لعلم الأحياء السكان
- نظرية المجتمعات البيئية